# جوش مكروبيرتس
جوش مكروبيرتس (بالإنجليزية: Josh McRoberts)‏ مواليد 28 فبراير 1987، هو لاعب كرة سلة أمريكي يلعب مع فريق ميامي هيت في الرابطة الوطنية لكرة السلة ويحمل الرقم 4. يبلغ طوله 6 قدم 10 بوصة (2.1 م).

## فرق لعب لها
- بورتلاند ترايل بلايزرز
- إنديانا بايسرز
- لوس أنجلوس ليكرز
- أورلاندو ماجيك
- شارلوت هورنتس
- ميامي هيت

## روابط خارجية
- جوش مكروبيرتس على موقع إن بي أي (الإنجليزية)
- جوش مكروبيرتس على موقع سبورتس رفرنس (الإنجليزية)
- جوش مكروبيرتس على موقع كرة السلة الأوروبية.كوم (الإنجليزية)
- جوش مكروبيرتس على موقع DraftExpress.com (الإنجليزية)
- جوش مكروبيرتس على موقع إي إس بي إن.كوم (الإنجليزية)
- جوش مكروبيرتس على موقع كلية كرة السلة في سبورتس رفرنس.كوم (الإنجليزية)
- جوش مكروبيرتس على موقع ريلجم (الإنجليزية)
- جوش مكروبيرتس على موقع بروبوليرز (الإنجليزية)
- جوش مكروبيرتس على موقع سبورتس رفرنس (الإنجليزية)